# Kyyhkysensaari (ö i Norra Savolax)
Kyyhkysensaari är en ö i Finland. Den ligger i sjön Ylä-Varpanen och i kommunen Sonkajärvi i den ekonomiska regionen  Övre Savolax ekonomiska region  och landskapet Norra Savolax, i den centrala delen av landet, 400 km norr om huvudstaden Helsingfors. Öns area är 0,9 hektar och dess största längd är 160 meter i sydväst-nordöstlig riktning.